# Андреєва Вікторія Олегівна
Вікторія Андреєва (рос. Виктория Олеговна Белякова; нар. 21 червня 1992) — російська плавчиня.
Учасниця Олімпійських Ігор 2012, 2016 років.
Призерка Чемпіонату Європи з водних видів спорту 2018 року.